# Kaštel v Žiaru nad Hronom
Kaštel v Žiaru nad Hronom nebo Biskupský kaštel (slovensky Kaštieľ v Žiari nad Hronom) je renesančně-barokní kaštel, postavený na základech staršího středověkého hradiště. Jeho současná podoba pochází z poloviny 17. století (1631), kdy byl ostřihomským arcibiskupem Petrem Pázmáňou klasicistně přebudován. Je jednou z nejzajímavějších a nejkrásnějších historických památek Žiarského regionu.

## Historie kaštela
Od roku 1776 se ostrihomská arcidiecéze bulou papeže Pius VI. Romanus pontifex z 13. března 1776 rozdělila na tři nová biskupství (Banskobystrická diecéze, Spišská diecéze a Rožňavská diecéze). Tato změna byla iniciována pod vlivem dekretu Marie Terezie z 15. ledna 1776. První biskup v Banské Bystrici František Berchtold přemístil svou rezidenci z Banské Bystrice do zámečku ve Svatém Kříži (dnes Žiar nad Hronom), který donedávna sloužil jako sídlo správy biskupských majetků a jako letní sídlo banskobystrického biskupa. Kaštel ve Svatém Kříži byl hlavní rezidencí biskupa na více než 150 let. Adresu hlavy diecéze přenesl zpět do Banské Bystrice až biskup Andrej Škrábik, nařízením Vatikánu 1. prosince 1941.

## Majitelé kaštela
- 1631–1776 Ostřihomská arcidiecéze
- 1776–1947 Banskobystrická diecéze
- 1947–1950 Salesiáni, kteří zde provozovali Vysokou školu bohosloveckou (dar biskupa Škrábika)
- 1950–1960 kaštel byl ve státní správě
- 1960–1967 Okresní národní výbor v Žiaru nad Hronom (Stát)
- 1967–2005 Střední škola ekonomiky a služeb, Střední ekonomická škola od roku 1991 přejmenována na Obchodní akademii (Stát)
- 2005 – Soukromá obchodní akademie